# Piłka siatkowa na Letnich Igrzyskach Olimpijskich 1988
Turniej olimpijski w piłce siatkowej rozegrany podczas XXIV Letnich Igrzysk Olimpijskich w Seulu był siódmym w historii igrzysk olimpijskich zmaganiem w halowej odmianie tej dyscypliny sportu. Rywalizacja toczyła się zarówno u kobiet, jak i u mężczyzn, a przystąpiło do niej 12 zespołów męskich i 8 zespołów żeńskich. Wszystkie turnieje zostały przeprowadzone systemem kołowym.

## Medaliści
| Konkurencja      | Konkurencja | złoto | srebro | brąz |
| ---------------- | ----------- | --- | --- | --- |
| Siatkówka halowa | mężczyźni   | Stany Zjednoczone Troy Tanner David Saunders Jonathan Root Robert Ctvrtlik Robert Partie Steve Timmons Craig Buck Scott Fortune Ricci Luyties Jeffrey Stork Eric Sato Karch Kiraly                                | ZSRR Jurij Panczenko Andriej Kuzniecow Wiaczesław Zajcew Igor Runow Władimir Szkurychin Jewgienij Krasilnikow Raimundas Vilde Walerij Łosiew Jurij Sapiega Aleksandr Sorokolet Jarosław Antonow Jurij Czerednik | Argentyna Claudio Zulianello Daniel Castellani Esteban Martinez Alejandro Diz Daniel Colla Javier Weber Hugo Conte Waldo Kantor Raúl Quiroga Jon Uriarte Esteban de Palma Juan Cuminetti |
| Siatkówka halowa | kobiety     | ZSRR Walentina Ogienko Jelena Wołkowa Marina Kumysz Irina Smirnowa Tatiana Sidorienko Irina Parchomczuk Tatiana Krainowa Olha Szkurnowa Marina Nikulina Jelena Owczynnikowa Olga Kriwosziejewa Swietłana Korytowa | Peru Luisa Cervera Alejandra de la Guerra Denisse Fajardo Miriam Gallardo Rosa García Sonia Heredia Katherine Horny Natalia Málaga Gabriela Pérez del Solar Cecilia Tait Gina Torrealva Cenaida Uribe           | Chiny Guo-Jun Li Hong Zhao Yu-Zhu Hou Ya-Jun Wang Xi-Lan Yang Huijuan Su Ying Jiang Yong-Mei Cui Xiao-Jun Yang Mei-Zhu Zheng Dan Wu Yue-Ming Li                                          |

## Tabela medalowa
| Miejsce | Państwo           | złoto | srebro | brąz | Razem |
| ------- | ----------------- | ----- | ------ | ---- | ----- |
| 1.      | ZSRR              | 1     | 1      | 0    | 2     |
| 2.      | Stany Zjednoczone | 1     | 0      | 0    | 1     |
| 3.      | Peru              | 0     | 1      | 0    | 1     |
| 4.      | Argentyna         | 0     | 0      | 1    | 1     |
| 4.      | Chiny             | 0     | 0      | 1    | 1     |